# Yoshitomo Nara
Yoshitomo Nara (奈良 美智, Nara Yoshitomo, født 5. december 1959 i Hirosaki, Japan) er en japansk samtidskunstner inden for popkunst. Han er bosat i Tokyo, men hans værker bliver udstillet over hele verden. Nara blev uddannet med en kandidatgrad ved Aichi Prefectural University of Fine Arts and Music med afslutning i 1987. I perioden fra 1988 til 1993 studerede han ved Kunstakademie Düsseldorf, i Tyskland. Nara er repræsenteret i New York ved Marianne Boesky Gallery og i Los Angeles ved Blum & Poe. Naras kunst har i dag opnået kultstatus over hele verden.

## Kunstnerisk produktion
Nara blev kendt i kunstverdenen i den japanske popkunst-bevægelse i 1990’erne. Temaerne i hans skulpturer og malerier er utroligt simple: de fleste værker skildrer en øjensynligt ufarlig figur (ofte pastelfarvede børn og dyr tegnet med tegneserieagtige linjer med begrænset eller ingen baggrund. Men disse figurer, som ved første øjekast synes nuttede og næsten sårbare, bærer våben såsom knive og save. Deres store øjne ser anklagende ud, som om de er irriterede over at blive vækket fra en lur eller som om de udtrykker et inderligt had.
Nara ser dog ikke sine våbenbærende figurer som aggressive; våbnene er så små, at de snarere ligner legetøj

## Inspiration
1960’ernes manga og anime kultur og stil fra Naras barndom har været en betydelig inspiration for hans kunstneriske stil med figurer med store øjne. Nara undergraver disse typisk nuttede udtryk ved at indføje sine egne gyseragtige billedelementer. Denne sammensætning af menneskelig ondskab med den barnlige uskyld kan ses som en reaktion på Japans rigide sociale konventioner.
Punk rock-musikken fra Naras ungdom har også inspireret hans kunst. Derudover har Nara selv nævnt genrer så forskellige som renæssancemaleriet, litteratur og graffiti som kilder til inspiration.
Men Naras opvækst i efterkrigstidens Japan har også påvirket hans verdensanskuelse og følgelig hans kunst. Han voksede op i en periode, hvor Japan blev oversvømmet af vestlig popkultur; tegneserier, Walt Disney-animation, og vestlig rockmusik er blot nogle eksempler. Nara voksede op på landet med forældre i arbejderklassen, så han var ikke materielt velstillet, men derimod overladt til at udforske sin egen fantasi. 